# 도미시마 히토시
도미시마 히토시(일본어: 冨嶋 均, 1964년 6월 1일 ~ )는 일본의 전 축구 선수이다.

## 구단 경력
1987년 일본 사커 리그의 전일본공수(요코하마 플뤼겔스)에 입단하였다. 1993년에 천황배 우승을 차지하였다. 1994년 재팬 풋볼 리그의 후지에다 브룩스(후쿠오카 브룩스)로 이적했다. 1995년후 현역 은퇴.